# Xã Waldo, Quận Columbia, Arkansas
Xã Waldo (tiếng Anh: Waldo Township) là một xã thuộc quận Columbia, tiểu bang Arkansas, Hoa Kỳ. Năm 2010, dân số của xã này là 2.369 người.